# Szepesjánosfalva
Szepesjánosfalva (1892-ig Jánócz, szlovákul: Jánovce, németül: Hensdorf) község Szlovákiában, az Eperjesi kerületben, a Poprádi járásban. Csontfalu és Mahálfalva tartozik hozzá.

## Fekvése
Poprádtól 12 km-re délkeletre fekszik.

## Története
Az egykori lándzsás falu a 13. században keletkezhetett. 1312-ben „villa Johannis” néven említik először. 1322-ben „Janus” néven írják, ekkor Henrik szepesi prépost tizedét a vágsziklási kolostornak adja. Később a szepesi káptalan birtoka. 1448-ban „Janofaluwa” néven szerepel a korabeli forrásokban. 1787-ben 17 házában 120 lakos élt.
A 18. század végén Vályi András így ír róla: „JÁNÓCZ. Janosa, Hansdorf, Hanovi. Tót falu Szepes Várm, földes Ura a’ Szepesi Káptalanbéli Uraság, lakosai katolikusok, fekszik Lőtséhez 1 mértföldnyire, Vidernyiknek filiája, 1/3 része határjának termékeny, legelője elég, fája mind a’ két féle van, piatzozása közel.”
1828-ban 23 háza és 178 lakosa volt, akik főként mezőgazdasággal foglalkoztak.
Fényes Elek 1851-ben kiadott geográfiai szótárában így ír a faluról: „Janócz, tót falu, Szepes vmegyében, a Lőcséről Liptóba vivő postautban, Horkához 1/4 mfld: 178 kath. lak. F. u. a szepesi káptalan.”
A 19. század végén sok lakója kivándorolt. A trianoni diktátumig Szepes vármegye Lőcsei járásához tartozott.
1963-ban csatolták hozzá Mahálfalvát. Lakói Poprád és Késmárk üzemeiben dolgoznak.

## Népessége
| Év:            | 1994. | 2004.    | 2014.    | 2024.    |
| -------------- | ----- | -------- | -------- | -------- |
| Emberek száma: | 996   | 1176     | 1593     | 1773     |
| Eltérés:       |       | +18,07 % | +35,45 % | +11,29 % |

| Év:            | 2023. | 2024.   |
| -------------- | ----- | ------- |
| Emberek száma: | 1738  | 1773    |
| Eltérés:       |       | +2,01 % |

1910-ben 186, túlnyomórészt szlovák anyanyelvű lakosa volt.
2001-ben 1116 lakosából 1017 szlovák és 71 cigány volt.
2011-ben 1475 lakosából 1293 szlovák és 33 cigány volt.
2021-ben 1647 lakosából 1615 (+4) szlovák, 14 (+286) cigány, 1 ruszin, 3 (+3) egyéb és 14 ismeretlen nemzetiségű volt.

## Nevezetességei
- Alexandriai Szent Katalinnak szentelt római katolikus temploma a 13. században épült késő román stílusban, 1491-ben készült szárnyas oltára ma a Szlovák Nemzeti Galériában van.

## Lásd még
- Csontfalu
- Mahálfalva